# Glacier Hawkins
Le glacier Hawkins est un glacier d'Alaska aux États-Unis situé dans la région de recensement de Valdez-Cordova. Long de 35 km, il s'étend depuis le mont Bona en direction du sud-ouest jusqu'à la rivière Chitina à l'ouest du glacier Barnard, à 60 km au sud-est de McCarthy, dans la chaîne Saint-Élie.